# Hengqin
Hengqin est une île de 86 km2 située dans le sud-ouest du delta de la rivière des Perles, tout près de Macao. Pour sa plus grande partie, elle dépend du district de Xiangzhou, donc de la ville-préfecture de Zhuhai. À la fin des années 2000, un vaste projet d'urbanisme, soutenu par la présidence de la République populaire de Chine, a été lancé.

## Histoire
Elle a été formée à la fin des années 1990 par la réunion des deux îles de Dom João (Xiao Hengqin) et Montanha (Da Hengqin) qui furent dès le XVIIe siècle, plus ou moins colonisées par les Portugais installés à Macao. Occupées par les Japonais, lors de la Seconde Guerre mondiale, elles furent récupérées par les Chinois après le conflit.

## Géographie

### Situation
Hengqin se trouve dans le sud-ouest du delta de la rivière des Perles. Son côté sud donne sur la mer tandis qu'au nord, elle est reliée à Hong Wan et le bourg de Nanping par le pont de Hengqin. À l'est, elle fait face aux îles de Taipa et Coloane, appartenant à la région administrative spéciale de Macao, ainsi que la zone gagnée sur la mer de Cotai, l'un des grands pôles d'attraction mondiaux pour l'industrie du jeu. Hengqin est environ trois fois plus grande que Macao mais compte environ cent fois moins d'habitants. Depuis l'an 2000, Hengqin et Cotai sont reliés par un pont frontalier appelé pont Fleur de Lotus.

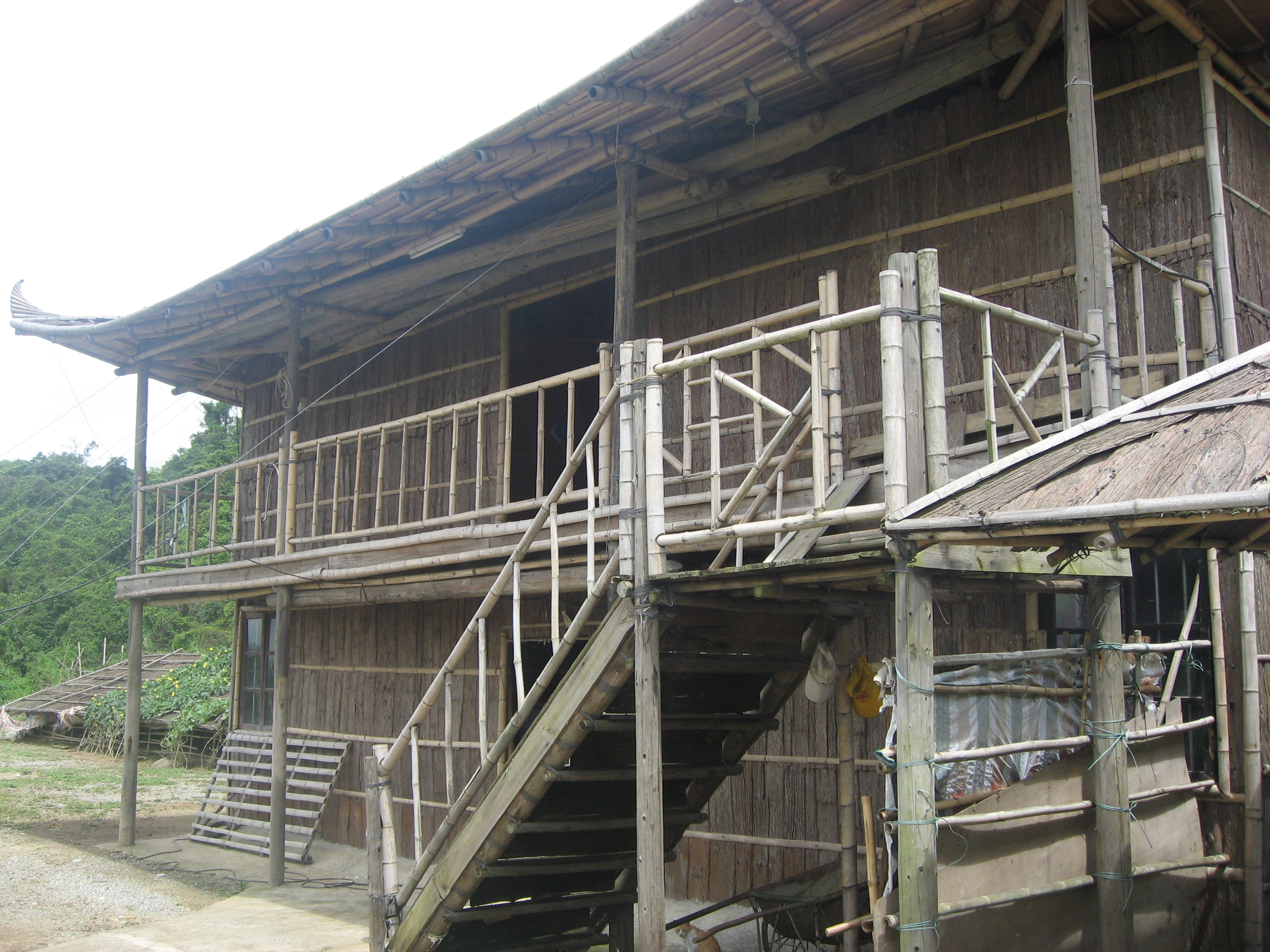
Maison de pêcheurs à Hengqin

### Géographie physique
Le relief de Hengqin est relativement prononcé. Le Naobei Shan, culmine à 476 mètres. Cependant, il existe une vallée centrale de tradition agricole.

### Subdivisions
Hengqin est divisées cinq sous-districts administratifs :
- le nord-ouest
- le nord
- le nord-est
- la vallée centrale (中心沟), qui dépend administrativement de Foshan
- le sud

### Sinogrammes
Écriture en sinogrammes simplifiés des noms propres chinois apparaissant dans le texte.